# Pöllnricht
Pöllnricht, zuletzt ein Gemeindeteil der Gemeinde Nainhof-Hohenfels im ehemaligen Landkreis Parsberg, ist heute im Truppenübungsplatz Hohenfels eine Kaserne der US-Armee.

## Geographische Lage
Die Einöde lag im oberpfälzischen Jura der Südlichen Frankenalb etwa 2 km nördlich von Hohenfels auf ca. 460 m ü. NHN östlich des Schwender Tals und südwestlich der Bacht, einer Erhebung von 500 m ü. NHN.

## Geschichte
Pöllnricht erscheint urkundlich erstmals in der Mitte des 15. Jahrhunderts, und zwar als Lehen von Herzog Otto im Gericht Hohenfels; der Hof lag zu dieser Zeit öde. Um 1600 ist die Ansiedelung als „Polnrieth/Pelnrieth“ im Kartenwerk von Christoph Vogel unter dem Amt Hohenfels verzeichnet. Gegen Ende des Alten Reiches, um 1800, hatte der Einödhof die Größe eines Dreiachtelhofes, auf dem der Hohenfelser Untertan Popp saß.
Im Königreich Bayern wurde um 1810 der Steuerdistrikt Unterödenhart gebildet und 1811 zum Landgericht Parsberg gegeben. Diesem gehörten die Dörfer bzw. Einöden Unterödenhart, Aicha, Butzenhof(en), Machendorf, Oberödenhart, Pöllnricht und Sichendorf an. Mit dem zweiten bayerischen Gemeindeedikt von 1818 entstand daraus die Ruralgemeinde Unterödenhart.
Als 1938 ein Wehrmachtsübungsplatz in der Oberpfalz errichtet wurde, musste die Gemeinde Unterödenhart und damit auch Pöllnricht abgesiedelt werden und ging 1944 offiziell im Heeresgutsbezirk Hohenfels auf. Nachdem 1925 der Einödhof von fünf Personen bewohnt war, lebten dort nach Auflassung des Heeresgutsbezirks und der Wiederbesiedelung durch Flüchtlinge und Vertriebene im Herbst 1950 171 Bewohner in dem schon vor dem Zweiten Weltkrieg errichteten Barackenlager. Dieses musste im Herbst 1951 in kurzer Frist geräumt werden, da der US-Truppenübungsplatz Hohenfels errichtet wurde. Das dortige Feldlager wurde 1956 kurzzeitig von der Bundeswehr, danach von NATO-Truppen und ab 2001 von US-Truppen genutzt. Auf der nahen Erhebung wurde im Jahr 2017 ein neues Leuchtsignal für Hubschrauberpiloten auf einem 13 m hohen Stahlmast installiert.
Dort festgestellte untertägige mittelalterliche und frühneuzeitliche Befunde gelten als Bodendenkmäler.
Im Zuge der Gebietsreform in Bayern wurde das Gebiet des „alten“ Truppenübungsplatzes am 1. Oktober 1970 dem Markt Hohenfels angeschlossen.

### Einwohner- und Gebäude-/Hofzahlen
- 1450: 1 öder Hof[10]
- 1800: 1 Hof[11]
- 1838: 8 Einwohner, 1 Haus in „Pölnricht“[12]
- 1861: 9 Einwohner. 2 Gebäude[13]
- 1871 8 Einwohner, 2 Gebäude; Großviehbestand 1873: 12 Stück Rindvieh[14]
- 1900: 9 Einwohner, 1 Wohngebäude[15]
- 1925: 5 Einwohner, 1 Wohngebäude[16]
- 1950: 171 Einwohner in Notwohngebäuden[17]

### Kirchliche Verhältnisse
Pöllnricht gehörte seit altersher (so um 1600) zur katholischen Pfarrei St. Ulrich zu Hohenfels im Bistum Regensburg. Dorthin gingen die Kinder bis zur Absiedelung in die katholische Schule; um 1950 besuchten die Kinder der Neusiedler die Schule der Gemeinde Nainhof-Hohenfels in Nainhof.